# جيسكا ديكيتشو
جيسكا سونيا ديكيتشو (بالإنجليزية: Jessica DiCicco)‏ (ولدت في 10 يونيو 1980) هي ممثلة أمريكية اشتهرت لأدائها للأدوار الصوتية في مسلسلات الرسوم المتحركة التلفزيونية وألعاب الفيديو. ومن أشهر الأدوار الصوتية التي قامت ديكيتشو بأدائها هو صوت أميرة اللهب في مسلسل الرسوم المتحركة وقت المغامرة لكرتون نتورك، وصوت ماجي في «ذا باز أون ماجي» لديزني.

## وصلات خارجية
- جيسكا ديكيتشو على موقع IMDb (الإنجليزية)
- جيسكا ديكيتشو على موقع ألو سيني (الفرنسية)
- جيسكا ديكيتشو على موقع ميوزك برينز (الإنجليزية)
- جيسكا ديكيتشو على موقع قاعدة بيانات الفيلم (الإنجليزية)
- جيسكا ديكيتشو على موقع كينوبويسك (الروسية)